# João de Deus e Mattos
João de Deus e Mattos foi um cientista brasileiro, especialmente voltado a estudos de taxidermia. Estudou ciências na Universidade de Coimbra. Esteve à frente da gestão do Museu Nacional, de 1822 a 1823 e de 1835 a 1837. Antes de assumir a direção do museu, atuou como preparador, porteiro e guarda da instituição. Foi em sua gestão que foi incorporada ao acervo a coleção de tucanos, doada por José Bonifácio de Andrade e Silva. Este, também selecionou as penas de tucanos que foram usadas na produção do manto imperial de Dom Pedro I. Aposentou-se do museu em 1952, após trinta e quatro anos de vínculo com a instituição.
Foi discípulo de Francisco Xavier Cardoso Caldeira, o Xavier dos Pássaros, no ofício de taxidermização. Sua formação em taxidermia levou-o a curar esse tipo de itens no acervo geral do Museu Nacional. Aposentado, doou para o acervo do museu uma coleção de 2 000 itens marinhos.